# Lindmania maguirei
Lindmania maguirei är en gräsväxtart som först beskrevs av Lyman Bradford Smith, och fick sitt nu gällande namn av Lyman Bradford Smith. Lindmania maguirei ingår i släktet Lindmania och familjen Bromeliaceae. Inga underarter finns listade i Catalogue of Life.